# Mantis (geslacht)
Mantis is een geslacht van bidsprinkhanen uit de familie Mantidae.

## Soort
- Mantis beieri Roy, 1999 – Democratische Republiek Congo
- Mantis callifera Wood-Mason, 1882
- Mantis carinata Cosmovici, 1888
- Mantis dilaticollis Gistel, 1856
- Mantis emortualis Saussure, 1869
- Mantis griveaudi Paulian, 1958
- Mantis insignis Beier, 1954 – Angola, Guinea, Congo
- Mantis macroalata Lindt, 1973 – Tajikistan
- Mantis macrocephala Lindt, 1974 – Tajikistan
- Mantis octospilota Westwood, 1889 Australië
- Mantis pia Serville, 1839
- Mantis religiosa (Linnaeus, 1758) (Europese bidsprinkhaan)
- Mantis splendida de Haan, 1842
- Mantis tricolor Linne, 1767